# Mario Rosas
Mario Alberto Rosas Montero (Malaga, 22 maggio 1980) è un allenatore di calcio ed ex calciatore spagnolo, di ruolo centrocampista, tecnico in seconda del Bellinzona.

## Carriera

### Allenatore
Il 14 giugno 2021 prende le redini del Sebenico, precedentemente allenato da Sergi Escobar. Il 15 gennaio 2022 termina la sua avventura sulla panchina dei Narančasti.

## Palmarès

### Giocatore

#### Competizioni nazionali
- Campionato spagnolo: 1

Barcellona: 1997-1998